# Tiniteqilaaq
Tiniteqilaaq (antiguamente Tiniteqilâq) es un asentamiento en la municipalidad de Sermersooq, en el este de Groenlandia. Su población en enero de 2005 ascendía hasta los 148 habitantes. Su ubicación aproximada es 65°53′N 37°47′O / 65.883, -37.783.